# Nepafenak
A nepafenak sárga, kristályos anyag. 0,1%-os desztilláltvizes oldatát gyulladásgátló és fájdalomcsillapító szemcseppként alkalmazzák szürkehályog-műtétek után.
A klinikai vizsgálatok szerint nem okoz szemnyomás-növekedést.

## Hatásmód
A nepafenak nem-szteroid típusú prodrug. A szembe cseppentést követően átjut a szaruhártyán, majd a retinában a szem hidroláz enzimjeinek hatására amfenakká alakul. Ez a szer aktív formája, melynek a gyulladásgátló és fájdalomcsillapító hatását köszönheti. Az amfenak gátolja a prosztaglandin H1 és H2 szintáz enzim működését, mely a prosztaglandin előállításához szükséges.

## Készítmények
- Nevanac 1 mg/ml szuszpenziós szemcsepp

A készítmény Magyarországon is forgalomban van.